# Prasklice
Prasklice jsou obec v okrese Kroměříž ve Zlínském kraji. Žije zde 257 obyvatel.

## Historie
První písemná zmínka o obci pochází z roku 1355.

## Obyvatelstvo

### Struktura
Vývoj počtu obyvatel za celou obec i za jeho jednotlivé části uvádí tabulka níže, ve které se zobrazuje i příslušnost jednotlivých částí k obci či následné odtržení.
| Místní části   | Místní části   | 1869 | 1880 | 1890 | 1900 | 1910 | 1921 | 1930 | 1950 | 1961 | 1970 | 1980 | 1991 | 2001 | 2011 | 2021 |
| -------------- | -------------- | ---- | ---- | ---- | ---- | ---- | ---- | ---- | ---- | ---- | ---- | ---- | ---- | ---- | ---- | ---- |
| Počet obyvatel | část Prasklice | 460  | 473  | 517  | 518  | 527  | 521  | 581  | 419  | 402  | 386  | 333  | 261  | 244  | 246  | 259  |
| Počet domů     | část Prasklice | 64   | 91   | 99   | 105  | 108  | 111  | 129  | 128  | 120  | 118  | 110  | 120  | 114  | 115  | 112  |

## Obecní správa
Mezi lety 1869–1950 Prasklice byly obcí v okrese Kroměříž. V letech 1961–1991 patřily jako část obce k Uhřicím-Prasklicím a od 1. ledna 1992 jsou opět samostatnou obcí.

### Obecní symboly
Znak a vlajka byly obci uděleny rozhodnutím předsedy Poslanecké sněmovny Parlamentu České republiky dne 25. listopadu 2003.

## Společnost
V Prasklicích působí tyto spolky: hasičský, myslivecký, chovatelský a holubářský.

## Doprava
V letech 1909 až 1998 procházela severně od obce železniční trať Nezamyslice – Morkovice, na které byla od obce dosti vzdálená zastávka Prasklice.

## Pamětihodnosti
- Kostel svaté Anny

## Významní rodáci
- Rudolf Kroutil (1884–1964), divizní generál, důstojník Československých legií v Rusku

## Galerie

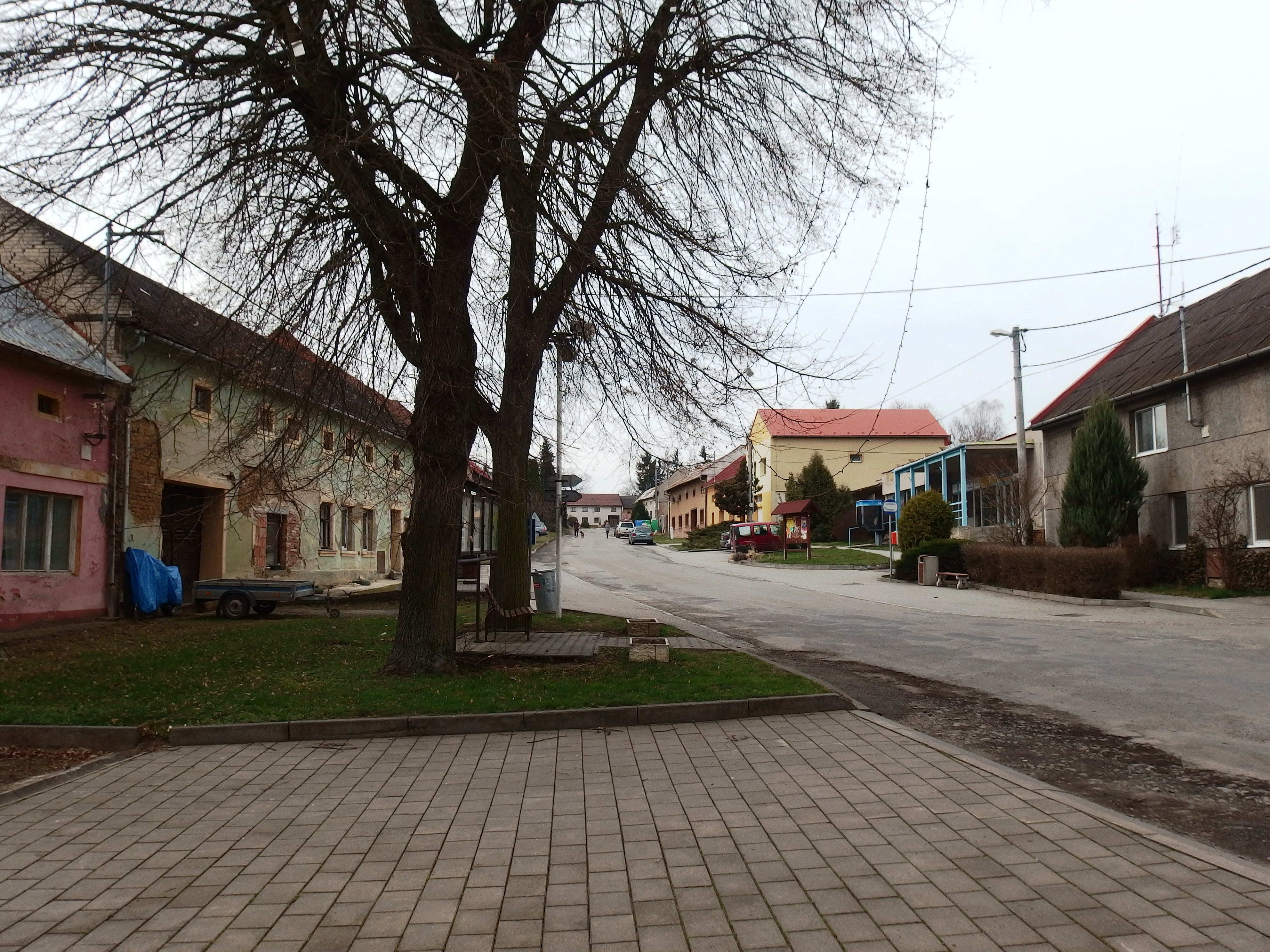
Náves
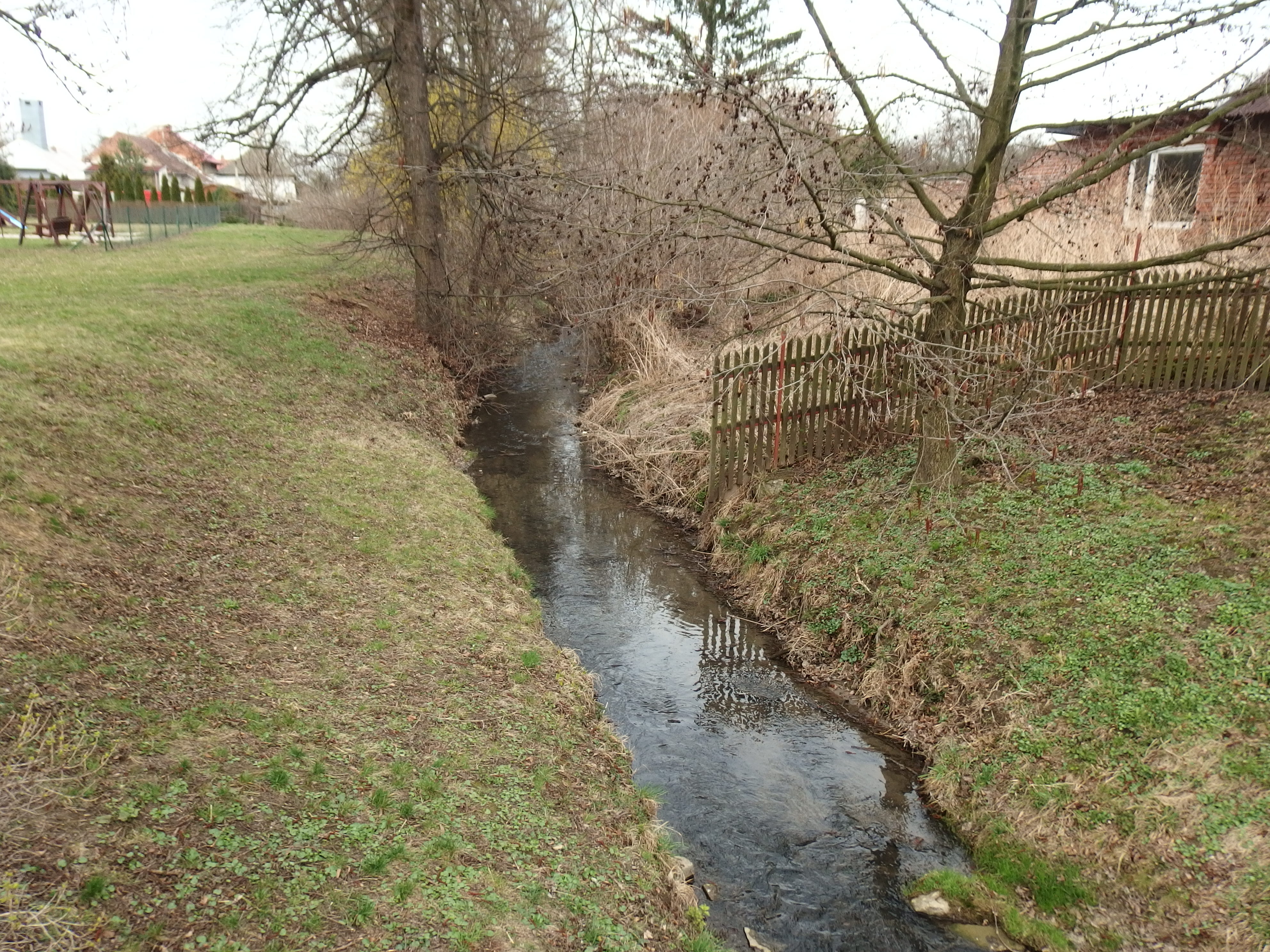
Švábský potok
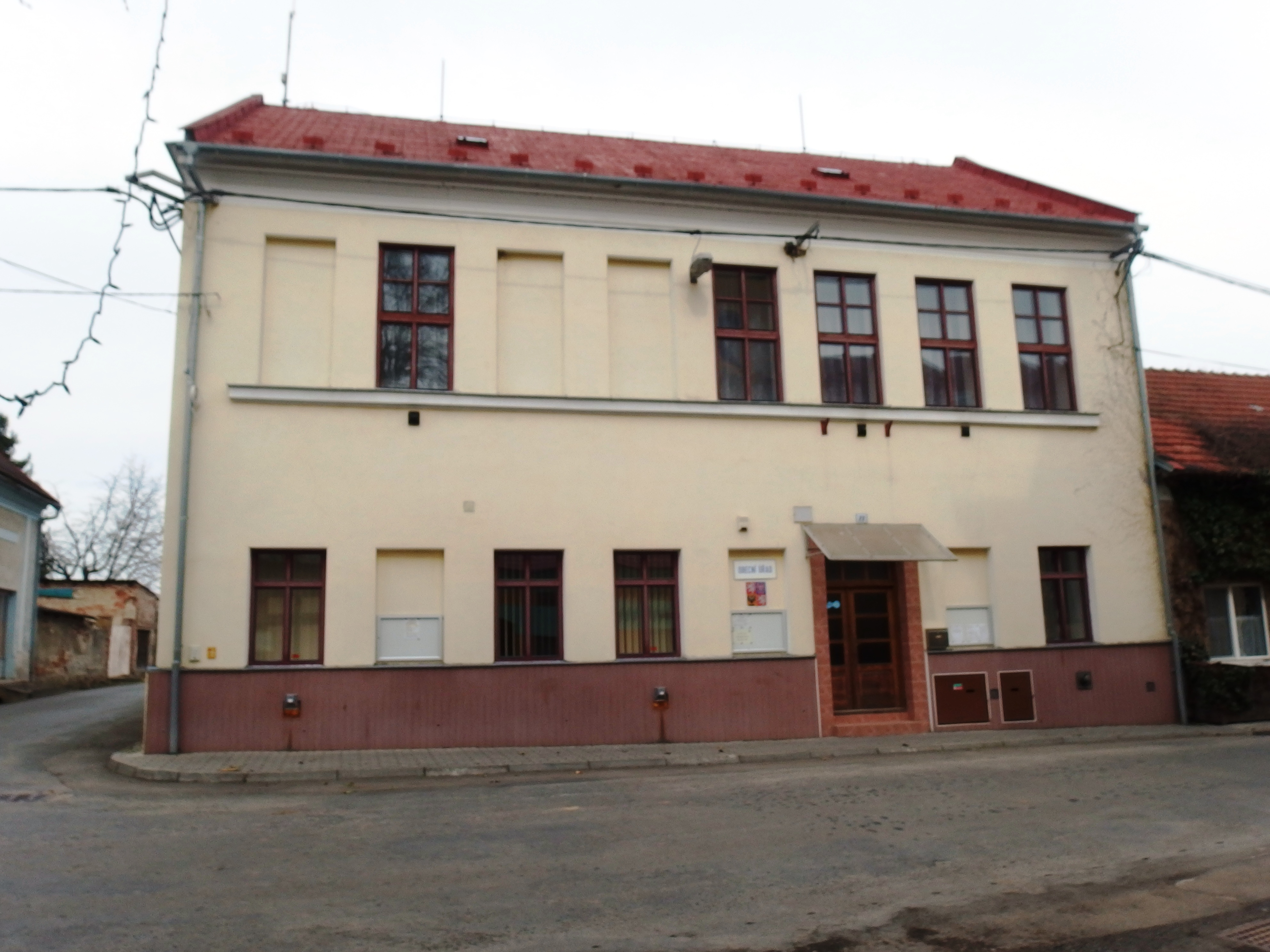
Obecní úřad
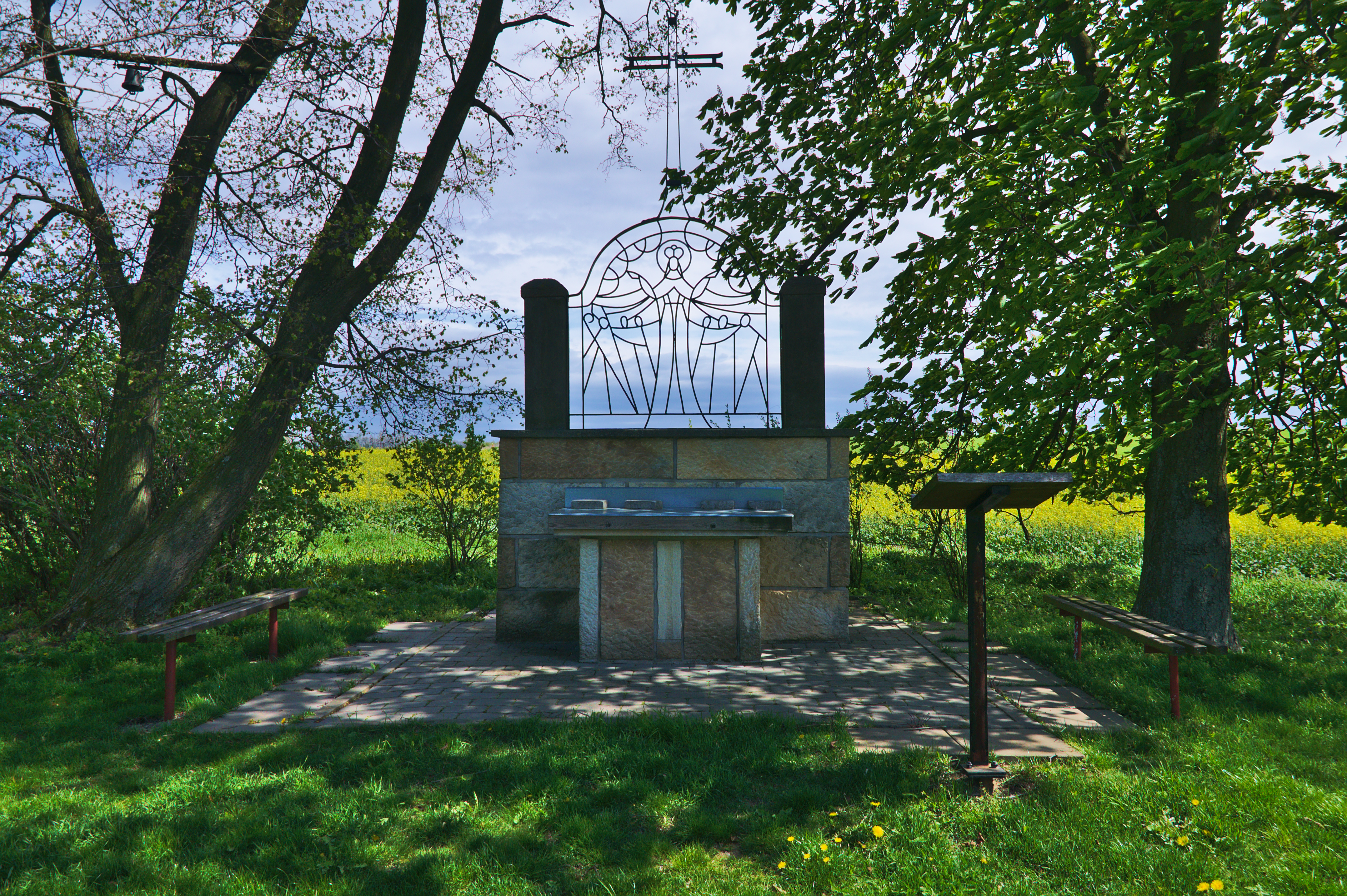
Poutní místo Křéby